# Seis lenguas universales
Los idiomas oficiales de las Naciones Unidas son los seis idiomas que se utilizan en las reuniones de las Naciones Unidas, y en el que están escritos todos los documentos oficiales de la ONU. En orden alfabético son:
- Árabe
- Chino
- Español
- Francés
- Inglés
- Ruso

## Descripción
Español: Este idioma se utiliza en las reuniones de los diversos órganos de las Naciones Unidas , en particular la Asamblea General (artículo 51 de su Reglamento), el Consejo Económico y Social y el Consejo de Seguridad (artículo 41 de su Reglamento). Cada representante de un país puede hablar en cualquiera de los seis idiomas, o puede hablar en cualquier idioma y de la interpretación en uno de los seis idiomas oficiales. La ONU ofrece la interpretación simultánea del idioma oficial a los otros cinco idiomas oficiales, a través del Servicio de Interpretación de las Naciones Unidas .
Los seis idiomas oficiales también se utilizan para la difusión de los documentos oficiales. Hasta que un documento se encuentra disponible en los seis idiomas oficiales, no se publica. En general, los textos en cada una de las seis lenguas son igualmente auténticos.
Las Naciones Unidas han sido objeto de críticas por confiar demasiado en Inglés, y no lo suficiente en los otros cinco idiomas oficiales. Estados miembros de habla española llamaron formalmente la atención del Secretario General en 2001. Secretario General Kofi Annan respondió entonces que la plena igualdad de los seis idiomas oficiales era inalcanzable dentro de las restricciones presupuestarias actuales; sin embargo, concede gran importancia a mejorar el equilibrio lingüístico. En 2008 y 2009, las resoluciones de la Asamblea General han pedido a la Secretaría General que respete la paridad de los seis idiomas oficiales, sobre todo en la difusión de la información pública.
El 8 de junio de 2007, las resoluciones relativas a la gestión de los recursos humanos en las Naciones Unidas, la Asamblea General había hecho hincapié en "la importancia fundamental de la igualdad de los seis idiomas oficiales de las Naciones Unidas", y pidió al Secretario General "asegurar la vacante de anuncios que especifican la necesidad de que cualquiera de los idiomas de trabajo de la Secretaría, a menos que las funciones del puesto requieran un lenguaje de trabajo específico ".
El informe más reciente del Secretario General sobre el multilingüismo se emitió el 4 de octubre de 2010. En respuesta, el 19 de julio de 2011, la Asamblea General aprobó la Resolución n.º A/RES/65/311 sobre multilingüismo, pidiendo al Secretario General, una vez más, para asegurarse de que en los seis idiomas oficiales se dan las condiciones de trabajo y recursos igualmente favorables. La resolución toma nota con preocupación de que el desarrollo multilingüe del sitio web de las Naciones Unidas ha mejorado a un ritmo mucho más lento de lo esperado.
Los seis idiomas oficiales que se hablan en la ONU son la primera o segunda lengua de 2800 millones de personas en el planeta, menos de la mitad de la población mundial. Los seis idiomas son lenguas oficiales en más de la mitad de los estados en el mundo (alrededor de cien)

## Historia
La Carta de las Naciones Unidas , en sus estatutos de constitución de 1945, no prevé expresamente idiomas oficiales de la ONU . La Carta fue aprobada en cinco idiomas (chino, español, francés, inglés y ruso) y siempre (en el artículo 111 ) que los cinco textos son igualmente auténticos.
En 1946, el primer período de sesiones de la Asamblea General de las Naciones Unidas adoptó las reglas de procedimiento relativas a las lenguas que pretendía aplicarse a "todos los órganos de las Naciones Unidas, distintos de la Corte Internacional de Justicia ", que establece cinco idiomas oficiales y dos lenguas de trabajo (inglés y francés).
Al año siguiente, la segunda sesión de la Asamblea General aprobó las reglas permanentes del procedimiento, la resolución 173 (II). La parte de las normas relativas a la lengua siguió de cerca las normas de 1946, salvo que las normas de 1947 no puedan considerarse aplicables a otros órganos de la ONU, solo la Asamblea General.
Mientras tanto, la propuesta había sido en las obras para añadir el español como tercer idioma de trabajo, además de inglés y francés. Este fue adoptado en la Resolución 262 (III), aprobada el 11 de diciembre de 1948.
En 1968, se añadió el ruso como idioma de trabajo de la Asamblea General, para que de los cinco idiomas oficiales de la AG, cuatro de ellos (todos excepto el chino) fueran los idiomas de trabajo. 
En 1973, la Asamblea General hizo al chino idioma de trabajo y ha añadido al árabe tanto como lengua oficial como lengua de trabajo de la Asamblea General. Por lo tanto, los seis idiomas oficiales fueron también idiomas de trabajo. El árabe se hizo lengua oficial y de trabajo de "la Asamblea General y sus Comisiones Principales", mientras que los otros cinco tenían estado en todos los comités y subcomités AG (no sólo las comisiones principales). Los miembros árabes de la ONU habían acordado pagar los costos de la aplicación de la resolución por tres años. 
En 1980, la Asamblea General se deshizo de esta última distinción, haciendo al árabe lengua oficial y de trabajo de todos los comités y subcomités, a partir del 1º de enero de 1982. Al mismo tiempo, la Asamblea General pidió al Consejo de Seguridad para incluir el árabe entre sus idiomas oficiales y de trabajo, y el Consejo Económico y Social para incluir el árabe entre los idiomas oficiales, el 1º de enero de 1983. 
A partir de 1983, el Consejo de Seguridad (como la Asamblea General) reconoce seis idiomas oficiales y de trabajo: árabe, chino, español, francés, inglés y ruso.
En el Consejo Económico y Social , a partir de 1992, hay seis idiomas oficiales (árabe, chino, español, francés, inglés y ruso) de los cuales tres son los idiomas de trabajo (Inglés, francés y español). Más tarde, árabe, chino y ruso se añadieron como idiomas de trabajo en el Consejo Económico y Social. 
La Secretaría de las Naciones Unidas utiliza dos lenguas de trabajo: inglés y francés. Todos los secretarios generales han tenido un conocimiento de ambos idiomas.

## Nuevos idiomas propuestos

### Bengalí
Siendo uno de los idiomas más hablados en el mundo, ocupando el quinto o sexto lugar, en 2009 los representantes electos tanto en Bangladés como en los estados indios de Bengala Occidental, Assam y Tripura votaron por unanimidad en las resoluciones que piden hacer del bengalí un idioma oficial de las Naciones Unidas.  El primer ministro de Bangladés Sheikh Hasina también presentó la propuesta durante su discurso ante la   64ª Sesión de la Asamblea General de la ONU, argumentando que el bengalí tiene un "lugar singular como símbolo de la fe de la gente en el poder de las lenguas para sostener culturas, y de hecho la identidad de las naciones ".

### Hindi
De acuerdo con un comunicado de prensa de 2009 de su Ministerio de Asuntos Exteriores, el Gobierno de la India ha estado "trabajando activamente" para conseguir el reconocimiento del hindi como lengua oficial de la ONU. En 2007, se informó de que el gobierno "haría gestiones diplomáticas inmediatas para ver el estado de la lengua oficial  hindi en las Naciones Unidas". 
A pesar de que tiene una de las mayores cantidades de hablantes en el mundo (unos 500 millones), el hindi no es una lengua oficial de la ONU. La comunidad lingüística se concentra mayoritariamente en el subcontinente indio y es el idioma más hablado allí, aunque en el sur de la India el hindi apenas se habla, y se enfrenta a la oposición de estados como Tamil Nadu y Bengala Occidental, que lo ven como un esfuerzo por parte del Gobierno de la India de imponerles a ellos el hindi. El inglés sigue siendo el idioma franco entre indios y más que el hindi en varios estados de la India.

### Portugués
Muchos lusófonos han abogado por un mayor reconocimiento de su lengua, siendo la quinta lengua más hablada en el mundo, y que se extiende en varios continentes: Portugal en Europa-África, Brasil en América, Angola , Mozambique, Guinea Ecuatorial, Cabo Verde, Guinea-Bissau y Santo Tomé y Príncipe en África y Timor-Leste y Macao en Asia. Así, la Comunidad de Países de Lengua Portuguesa (CPLP) exige la ficialidad de la lengua (con 270 millones de personas que utilizan la lengua nativa), ya que el uso del portugués está creciendo más y más fuertemente con el aumento de la población africana y brasileña.
En 2008, el presidente de Portugal anunció que los ocho dirigentes de la CPLP acordaron tomar las medidas necesarias para hacer oficial la lengua portuguesa. Esto siguió a una decisión de los legisladores de Portugal y el resto de los países de la CPLP a adoptar una estandarización de la ortografía portuguesa. La estandarización de la ortografía del idioma portugués ha estado en vigor desde 2015.

### Turco
En septiembre de 2011, durante una reunión con el secretario general de la ONU Ban Ki-moon, el primer ministro turco Recep Tayyip Erdoğan expresó el deseo de que el turco se convierta en un idioma oficial de las Naciones Unidas.

### Esperanto
Se propuso que se adoptara el esperanto como idioma oficial de las Naciones Unidas, en un principio como un complemento a los actuales seis idiomas oficiales, con el objetivo final de hacer del esperanto el idioma principal para que sólo ciertos documentos sean traducidos a otros idiomas, con el consiguiente ahorro en los costes de traducción.
En 1966, la Asociación Universal de Esperanto propuso a la ONU resolver su problema de lenguas, apoyando el uso del esperanto.
A pesar de estos intentos, la consideración de la adición del esperanto como idioma oficial nunca ha estado en la agenda de la ONU.